# Klaus Kuron
Klaus Eduard Kuron (* 20. Mai 1936 in Recklinghausen; † 8. Oktober 2020 in Pulheim) war ein deutscher Doppelagent. Als Beamter im Bundesamt für Verfassungsschutz (BfV) war er von 1981 bis 1990 aus finanziellen Gründen als inoffizieller Mitarbeiter (IM) des Ministeriums für Staatssicherheit der DDR tätig. Im Jahr 1992 verurteilte ihn das Oberlandesgericht Düsseldorf wegen schweren Landesverrats zu zwölf Jahren Freiheitsstrafe.

## Leben und Ausbildung
Nachdem Kuron die Mittlere Reife auf einem mathematisch-naturwissenschaftlichen Gymnasium erlangt hatte, begann er 1954 eine Ausbildung beim Bundesgrenzschutz. An die Grundausbildung schlossen sich Bundespasskontrolldienst, Kurse in Funk-, Funkfernschreib- und Schlüsseldienst in der Polizeihauptfunkstelle Bonn an.

## Tätigkeit beim Bundesverfassungsschutz
Im Juni 1962 übernahm das BfV Kuron, wo er 1969 verbeamtet wurde. Der Schwerpunkt seiner Aufgaben lag zunächst in der Spionageabwehr (Gegenspionage); er war in der zuständigen Abteilung IV tätig. Dabei beschäftigte er sich regelmäßig mit der Datenbank NADIS (Nachrichtendienstliches Informationssystem). Seine Aufgabe lag vor allem darin, die Operationen des MfS gegen Parteien, oberste Bundesbehörden und Gewerkschaften aufzuklären. Ferner war er zuständig für die Führung der Doppelagenten, die mit Wissen des BfV weiterhin ihrer Tätigkeit in der DDR nachgingen (Countermen).
Trotz seiner außergewöhnlichen Begabung und sehr guter Beurteilungen durch seine Vorgesetzten blieb es ihm ohne Studium verwehrt, auf der Karriereleiter weiter zu kommen, weshalb seine Gehaltsmöglichkeiten ausgeschöpft waren.

## Doppelagent für das MfS

### Beginn der Zusammenarbeit mit dem MfS als Selbstanbieter
Kuron meldete sich im Sommer 1981 schriftlich bei der Ständigen Vertretung der DDR in Bonn. Der Brief, den Kuron einwarf, beinhaltete lediglich einen Satz in Großbuchstaben: „Ich bin bei der Spionageabwehr des Bundesamtes für Verfassungsschutz“. Um die Ernsthaftigkeit zu belegen, waren Informationen über eine geplante Aktion des BfV gegen einen Stasi-Mitarbeiter in Wien Teil des Briefes von Kuron. Darüber hinaus war eine 10-Mark Banknote beigefügt. Sollte das MfS interessiert sein, so möge am nächsten Tag ein Funkspruch auf einer bestimmten Frequenz mit den ersten fünf Ziffern des Scheines beginnen. Die anderen Ziffern der Banknote bestimmten das Datum und den Ort (drei Möglichkeiten) für ein Treffen. Gewählt wurde das Manneken-Pis-Denkmal in Brüssel. Kuron und Vertreter der DDR kamen zwar nach Brüssel, jedoch gab es keinen Kontakt, da beide Seiten nur beobachteten.
Erst nach monatelangem Abtasten kam es im Herbst des Jahres 1982 zu einem ernsten Kontakt mit der Hauptverwaltung A (HVA) und auf Wunsch von HVA-Leiter Markus Wolf hin zu einem persönlichen Gespräch Kurons im Oktober 1982 mit Markus Wolf in Dresden. Hierfür musste Kuron in die DDR befördert werden. Zunächst traf sich Kuron hierfür am Parkeingang des Schlosses Schönbrunn in Wien mit seinem Führungsoffizier „Günther“ (Klarname: Günther Nehls). Dieser übergab Kuron einen DDR-Diplomatenpass mit dem Namen Gerhard Häuser, zweiter Sekretär der Botschaft. In einem Diplomatenauto der DDR fuhren beide in die Tschechoslowakei zum Flughafen in Bratislava. Dort wartete Kurons zweiter Führungsoffizier „Stefan“ (Klarname: Stefan Engelmann) mit einer leeren Passagiermaschine der Interflug, mit der sie nach Dresden flogen. In Dresden empfing sie der HVA-Offizier Bernd Trögel, Schwiegersohn von Markus Wolf, und brachte Klaus Kuron zu einem Gästehaus der Stasi im Villenvorort Loschwitz, in dem das Treffen mit Markus Wolf stattfand.
Er brauche den Zusatzverdienst, so rechtfertigte er gegenüber Wolf sein Ansinnen, um seinen vier Kindern ein Studium zu ermöglichen, das er mit seinem Gehalt als Referatsleiter in Köln nicht finanzieren könne. Die HVA entlohnte ihn mit einer einmaligen Zahlung von 150 000 D-Mark plus 4000 monatlich.
Er vereinbarte mit der HVA, dass sich aus den von ihm zur Verfügung gestellten Informationen keinerlei Maßnahmen der HVA gegen die betroffenen Personen ergeben dürften. Kuron wurde von der Staatssicherheit mit fast 700.000 DM entlohnt.

### Aufgaben und Verratsumfang bis zum Mauerfall
Kuron begann Countermen zu verraten, also Agenten der Stasi, die für den Verfassungsschutz arbeiteten. Im Jahre 1983 fanden zwei weitere Treffen mit seinen Führungsoffizieren in Österreich und Tunesien statt, um weitere Informationen zu liefern. Karl-Christoph Großmann gab später an, Kurons Führungsoffizier in Wien gewesen zu sein. Bei seinem zweiten Zusammentreffen mit Wolf erhielt Kuron 1984 aus dessen Hand den Vaterländischen Verdienstorden in Bronze. Zwischen 1984 und 1985 traf sich Kuron zur Informationsübermittlung mit seinen Führungsoffizieren in Belgien und auf den Seychellen.
Nach dem Überlaufen seines Vorgesetzten Hansjoachim Tiedge in die DDR im August 1985 wurden Tiedge auch die von Kuron übermittelten Erkenntnisse zugeschrieben und die HVA veranlasste die Festnahme und Anklage gegen verschiedene Personen. Neben Informationen über die Methoden, Aufgaben und Vorgehensweise der Spionageabwehr des BfV erhielt die Stasi durch Kuron zahlreiche detaillierte Charakteristiken der BfV-Mitarbeiter. Darüber hinaus verriet Kuron abgeschlossene und laufende Gegenoperationen sowie Kriterien der Suche nach verdächtigen Personen an den Grenzübergangsstellen von der DDR zur BRD. Außerdem verriet er Details zu der Zusammenarbeit mit Verfassungsschutzämtern der Länder und der Zusammenarbeit des BND mit westlichen Geheimdiensten sowie dem MAD. Generalbundesanwalt Alexander von Stahl sagte im Nachhinein, dass Kuron durch seinen Verrat „einen wesentlichen Teil des Bundesamtes für Verfassungsschutzes für einen Zeitraum von acht Jahren lahmgelegt [hat]“  Insgesamt lieferte Kuron dem MfS Informationen, die 13 Aktenordner mit je ca. 250 Seiten füllten. Diese wurden jedoch von der HVA vernichtet, so dass keine Auswertung möglich ist. Auf eine schriftliche Verpflichtungserklärung sowie eine Personenkarteikarte verzichtete die HVA – wohl aus Gründen besonderer Geheimhaltung. Es existiert nur eine Karte der Spionageabwehr HA II. Im von der HVA betriebenen Systems der Informationsrecherche der Hauptverwaltung A (SIRA) konnte die Anzahl der Informationslieferungen Kurons dokumentiert werden. Unter Hinzunahme der Rosenholz-Dateien konnte bestätigt werden, dass unter der Reg.-Nr. XV/3322/82 Kuron als IM „Berger“ in der SIRA-Teildatenbank 14 mit 1.360 Informationslieferungen erfasst wird. Nach dem Überlaufen Tiedges 1985 wurden diese Informationen samt Deckname auf Tiedge überschrieben, um Kuron zu schützen. Kuron lieferte anschließend als IM „Bernhard“ bzw. IM „Stern“ unter der Reg. Nr. XV/3733/85 weitere 490 Informationen.
Im Zeitraum von 1985 bis 1989 traf Kuron sich meist zweimal jährlich mit seinen Führungsoffizieren in Belgien, Luxemburg, Österreich oder Spanien, um ihnen weitere Informationen mündlich oder mittels codierter Aufzeichnungen und Mikrokassetten zu übermitteln. Für das Überspielen der Informationen auf Mikrokassetten nutzte Kuron anfangs einen SHARP-Kleincomputer. Im Laufe der Zeit wurde die HD-Technik verbessert, so dass es für Kuron möglich war, seine Funksprüche der Stasi innerhalb von drei Sekunden auch über das öffentliche Telefonnetz zu übermitteln. Ab 1987 nutzte Kuron zusätzlich ein elektronisches Notizbuch (CASIO SF 4000), das bei den Treffen gegen ein neues Gerät getauscht wurde. Für den Notfall hatte Kuron in die Rückseite der Schutzhülle ein Loch gebohrt, um schnell die Reset-Taste drücken zu können.

#### Todesfall Horst Garau
Nach dem Überlaufen von Kurons Vorgesetzten im BfV, Hansjoachim Tiedge, in die DDR im August 1985, bot sich für die Stasi die Gelegenheit, mehrere Personen festzunehmen, da die Informationen Kurons nun Tiedge zugeschrieben wurden, so dass kein Verdacht mehr auf Kuron fallen musste. Unter diesen festgenommenen Personen befand sich auch der Kreisschulrat und SED-Funktionär Horst Garau, der nebenbei, wie seine Frau, als IM der Stasi gearbeitet hatte. 1976 fing das Ehepaar Garau an, mit dem BfV zusammenzuarbeiten als sogenannte Countermen, die Kuron in Köln beim BfV betreute. Diese Tätigkeit als Doppelagenten durch das Ehepaar Garau gab Kuron 1982 an das MfS weiter. Um ihren Agenten Kuron zu schützen, nahm die Stasi Garau erst am Tag des Überlaufens von Tiedge im August 1985 fest.
Horst Garau wurde im Dezember 1986 vom Militärobergericht in Ost-Berlin wegen Spionage für die BRD zu lebenslanger Haft verurteilt. 1988 wurde er erhängt in der MfS-Haftanstalt Bautzen II aufgefunden. Die offizielle Todesursache lautet Suizid durch Strangulation. Gerlinde Garau sprach hingegen von Mord, da sie ihren Mann gegen den Widerstand der Stasi-Mitarbeiter unter dem Leichentuch sehen konnte und keine Würgemale am Hals vorfand, sondern eine blutige rechte Gesichtshälfte mit einer frischen Narbe. Sie erhielt weder einen Totenschein noch einen Obduktionsbericht.
Im Rahmen des Gerichtsprozesses von Klaus Kuron verweigerte der Zeuge Markus Wolf jegliche Aussage zu diesem Themenkomplex. Kuron sagte mehrmals aus, dass Wolf ihm versprochen habe, dass keine exekutiven Maßnahmen gegen Doppelagenten durchgeführt würden, die Kuron an das MfS verrate. Markus Wolf sollte im Rahmen des Gerichtsprozesses von Kuron bestätigen, dass er Kuron einen Austausch des Doppelagenten Garau in Aussicht gestellt habe, wozu es jedoch nicht gekommen sei. Gerlinde Garau äußerte erneut, ihr Mann sei ermordet worden und sagte, sie und ihr Mann seien seit dem Verrat Kurons im Jahre 1982 „verloren gewesen“.
Angesprochen auf den Todesfall, äußerte Kuron, dass ihn der Tod Garaus zwar schmerze, er sich aber nicht schuldig fühle. Er betonte, dass er sich in Ostberlin für die Freilassung des Ehepaars Garau eingesetzt habe und schlussendlich jeder, der sich mit den Geheimdiensten einlasse, um die Gefahren wisse.

### Zeitraum nach dem Mauerfall bis zum Oktober 1990
Nach dem Mauerfall fanden zwei weitere Treffen zwischen Kuron und dem MfS im Dezember 1989 und Januar 1990 statt, bei dem es vorrangig um seine Sicherheit ging. Klaus Kuron verlangte, dass sämtliches Material, das mit ihm in Verbindung steht, vernichtet würde. Für den Notfall schlug ihm sein Führungsoffizier Stefan Engelmann eine Flucht nach Südafrika oder Südamerika vor. Kuron selbst bevorzugte eine Flucht in die Sowjetunion. Auch nach dem Sturm auf die Stasi-Zentrale in der Normannenstraße im Januar 1990 und dem offiziellen Ende der operativen Tätigkeit des MfS per Regierungsbeschluss am 31. März 1990 traf sich Kuron nochmals mit seinen Führungsoffizieren in Bludenz im April 1990 und in Bad Kleinkirchheim im August 1990. Auch hierbei war das Thema eine mögliche Flucht Kurons in die UdSSR.
Da Kuron einer der wichtigsten Männer in der Spionageabwehr des BfV war, war er über die Aktivitäten von BND und CIA im Bilde, an das Wissen der ehemaligen DDR-Agenten zu gelangen. Er wusste, welche Agenten mit den westlichen Diensten zusammenarbeiten würden und konnte andere HVA-Agenten warnen. Gerade diese Position ermöglichte ihm auch, vor seiner eigenen Enttarnung durch einen Überläufer tätig zu werden.

### Aufgedeckter Fall Kurons als Grund für die Zurückbeorderung Wladimir Putins 1990?
Laut Werner Großmann, dem letzten Leiter der HVA, kommen zwei Gründe für die Rückkehr Wladimir Putins 1990 in die Sowjetunion infrage, der sich bis dahin als KGB-Agent in Dresden aufhielt. Großmann hält es für unwahrscheinlich, dass Putin freiwillig ausgeschieden sei. Er spekuliert, dass Putin aufgrund schlechter Arbeitsergebnisse zurückbeordert wurde. Wladimir Putin habe in seiner damaligen Position als KGB-Agent versucht, eine bereits enttarnte Quelle in der BRD zusätzlich an das KGB zu vermitteln. Klaus Kuron erfuhr davon im BfV und gab die Information weiter, so dass Werner Großmann daraufhin Moskau warnen konnte.

## Verhaftung und Prozess

### Ablehnung der Flucht in die UdSSR mit Hilfe des KGB und Selbststellung beim BfV
Am 5. Oktober 1990, kurz nach der Deutschen Wiedervereinigung, erfuhr Kuron von einem BfV-Kollegen, dass Karl-Christoph Großmann, jahrelanger stellvertretender Leiter der HVA-Abteilung IX, auspacken würde. Damit sah Kuron die Gefahr, aufzufliegen. Er begab sich mit seiner Beretta-Pistole nach Berlin, um Großmann aufzusuchen, konnte jedoch dessen Aufenthaltsort nicht ermitteln. Kuron traf seinen Führungsoffizier „Stefan“ am U-Bahnhof Neu-Westend und dieser kontaktierte den sowjetischen Geheimdienst KGB. Die direkte Zusammenarbeit mit dem KGB hatte Kuron bereits zuvor in Erwägung gezogen. Stefan, Kuron und „Oleg“, ein KGB-Aufklärer in Karlshorst, trafen sich daraufhin unter einer Brücke in Bernau bei Berlin und beschlossen, Kuron mit einer Militärmaschine nach Moskau auszufliegen. Kuron wurde von zwei Männern des KGB zunächst ins militärische Sperrgebiet nach Berlin-Karlshorst gebracht und er bat seine Frau in Köln, das nächste Flugzeug nach Berlin zu nehmen. Bis zum vorgesehenen Abflug nach Moskau hielt sich Kuron für zwei Tage im Hauptquartier der sowjetischen Luftwaffe in Zossen auf. Schließlich überwogen beim Ehepaar Kuron jedoch die Sorgen um ihre in Deutschland verbleibenden Kinder und die ungewisse Zukunft in der Sowjetunion. Da Kuron befürchtete, dass das KGB ihn auch gegen seinen Willen in die UdSSR ausfliegen könnte, gab er vor, als Agent des KGB im Bundesamt für Verfassungsschutz weiterarbeiten zu wollen.
Später stellte sich der Regierungsoberamtsrat Kuron in einem Hotel bei Braunschweig mit den Worten „Ich bin der Maulwurf, den Sie lange suchen“. Er bot dem BfV an, weiter als Doppelagent, jedoch nun mit Wissen des Verfassungsschutzes beim KGB zu arbeiten, was jedoch abgelehnt wurde. Kuron wurde am 8. Oktober 1990 festgenommen.

### Prozess
Kuron wurde am 7. Februar 1992 vom Oberlandesgericht Düsseldorf wegen schweren Landesverrats in Tateinheit mit Bestechlichkeit zu zwölf Jahren Freiheitsstrafe und 692.000 DM an Verfallsgeld verurteilt, dem höchsten Strafmaß, welches jemals in einem deutsch-deutschen Spionageprozess beschlossen wurde. Nach Verbüßung von zwei Dritteln seiner Freiheitsstrafe wurde er 1998 auf Bewährung aus der Haft entlassen.

## Schriften
- Klaus Eichner/Gotthold Schramm (Hrsg.): Kundschafter im Westen. Spitzenquellen der DDR-Aufklärung erinnern sich. 2. korrigierte Auflage. Edition ost, Berlin 2003, ISBN 3-360-01049-3 (als Mitautor)[42][43]

## Dokumentationen
- Thomas Knauf: Klaus Kuron – Spion in eigener Sache, Dokumentarfilm, D 2004